# STS-94
STS-94 — 85-й полёт многоразового транспортного космического корабля в рамках программы Спейс Шаттл и 23-й космический полёт «Колумбии», произведен 1 июля 1997 года. Астронавты провели в космосе около 16 дней, шаттл совершил посадку 17 июля 1997 года.
В программу полёта входило проведение серии микрогравитационных экспериментов в космической лаборатории MSL-1 размещённой одном из модулей Спейслэб. Это первый в истории шаттлов повторный полёт с тем же экипажем и той же полезной нагрузкой, так как полёт STS-83 был прерван из-за технической неисправности.

## Экипаж
- (НАСА): Джеймс Холселл (4)[3] — командир;
- (НАСА): Сьюзан Стилл (2) — пилот;
- (НАСА): Дженис Восс (4) — специалист полёта 1, командир полезной нагрузки;
- (НАСА): Майкл Гернхардт (3) — специалист полёта 2;
- (НАСА): Доналд Томас (4) — специалист полёта 3;
- (НАСА): Роджер Крауч (2) — специалист по полезной нагрузке 1;
- (НАСА): Грегори Линтерис (2) — специалист по полезной нагрузке 2.

## Параметры полёта
- Вес:
  - Орбитер при посадке: 117 802 кг
  - Модуль Спейслэб MSL-1: 10 169 кг
- Перигей: 296 км
- Апогей: 300 км
- Наклонение: 28,5°
- Период обращения: 90,5 мин